# 王宗 (弘治進士)
王宗（1465年—？），字惟本，騰驤左衛勇士籍，山西猗氏縣人，明朝政治人物。

## 生平
弘治十一年（1498年）戊午科順天府鄉試第一百十七名舉人。弘治十五年（1502年）中式壬戌科會試第一百四十二名，二甲第六十六名進士。

## 家族
曾祖王思禮；祖父王榮；父王臣，母何氏。慈侍下。